# 雲興郡
雲興郡（ウヌンぐん）は朝鮮民主主義人民共和国両江道に属する郡。

## 地理
鴨緑江の支流が西北に向かって流れる地形である。
北に普天郡、西に恵山市、南に甲山郡と隣接する。東隣には白岩郡、咸鏡南道端川市がある。白岩郡方面から恵山市方面に白頭山青年線が郡を横断している。

## 行政区画
1邑・10労働者区・10里を管轄する。
| - 雲興邑（ウヌンウプ） - 南中労働者区（ナムジュンノドンジャグ） - 大徳労働者区（テドンノドンジャグ） - 大洞労働者区（テドンノドンジャグ） - 大五是川労働者区（テオシチョンノドンジャグ） - 大田坪労働者区（テジョンピョンノドンジャグ） - 嶺下労働者区（リョンハロドンジャグ） - 龍岩労働者区（リョンアムノドンジャグ） - 龍浦労働者区（リョンポロドンジャグ） - 生長労働者区（センジャンノドンジャグ） - 日建労働者区（イルコンノドンジャグ） | - 大中里（テジュンニ） - 大下里（テハリ） - 東坪里（トンピョンニ） - 洞浦里（トンポリ） - 福安里（ポガンニ） - 上山里（サンサンニ） - 新中里（シンジュンニ） - 深浦里（シンポリ） - 潜雲里（チャムンニ） - 獐項里（チャンハンニ） |

## 歴史
植民地期は咸鏡南道甲山郡（そこから分かれた恵山郡）の一部（雲興面）であった。

### 年表
この節の出典
- 1954年10月 - 咸鏡南道恵山郡福安里・獐項里・深浦里・鳳頭里・嶺下里・生長里・龍浦里・雲興里・洞浦里・長彦里・五是川里・雲寵里・盧中里・日建里・大下里・大中里・大上里・新長里・長安里・龍岩里・東坪里・大徳里・新中里・上山里をもって、両江道雲興郡を設置。(1邑24里)
  - 雲興里が雲興邑に昇格。
  - 日建里の一部が盧中里に編入。
  - 龍岩里の一部が分立し、新田里が発足。
- 1954年末 - 嶺下里が白岩郡に編入。(1邑23里)
- 1958年 - 生長里が生長労働者区に昇格。(1邑1労働者区22里)
- 1961年3月 (1邑3労働者区15里)
  - 五是川里・盧中里・雲寵里・新長里・長安里が恵山市に編入。
  - 白岩郡嶺下里を編入。
  - 大上里の一部が分立し、大田坪里が発足。
  - 大上里の残部が大中里に編入。
  - 新田里・龍岩里が合併し、龍岩労働者区が発足。
  - 日建里が日建労働者区に昇格。
- 1961年12月 (1邑3労働者区15里)
  - 雲興邑が大五是川里に降格。
  - 鳳頭里および洞浦里の一部が合併し、雲興邑が発足。
- 1967年 (1邑5労働者区14里)
  - 生長労働者区の一部が分立し、南中労働者区が発足。
  - 嶺下里が嶺下労働者区に昇格。
- 1973年 - 新中里の一部が甲山郡五一里と合併し、五一労働者区が発足。(1邑6労働者区14里)
- 1981年 (1邑7労働者区13里)
  - 大五是川里が大五是川労働者区に昇格。
  - 五一労働者区の一部が分立し、大洞労働者区が発足。
  - 五一労働者区の残部が甲山郡に編入。
- 1982年 - 長彦里が潜雲里に改称。(1邑7労働者区13里)
- 1983年 (1邑10労働者区10里)
  - 大徳里が大徳労働者区に昇格。
  - 龍浦里が龍浦労働者区に昇格。
  - 大田坪里が大田坪労働者区に昇格。

## 交通
- 白頭山青年線
  - 嶺下駅 - 嶺南駅 - 南中駅 - 生長駅 - 雲興駅 - 甫安駅 - 深浦里駅 - 大五川駅
- 五是川線
  - 大五川駅 - 五是川駅